# Ајона (Ајдахо)
Ајона (енгл. Iona) град је у америчкој савезној држави Ајдахо.

## Демографија
По попису из 2010. године број становника је 1.803, што је 602 (50,1%) становника више него 2000. године.
| Група             | 2000.         | 2010.         |
| Белци             | 1.159 (96,5%) | 1.704 (94,5%) |
| Афроамериканци    | 1 (0,1%)      | 3 (0,2%)      |
| Азијати           | 1 (0,1%)      | 2 (0,1%)      |
| Хиспаноамериканци | 35 (2,9%)     | 70 (3,9%)     |
| Укупно            | 1.201         | 1.803         |